# كلية الصحة العامة والعلوم الطبية والبيطرية
كلية الصحة العامة والعلوم الطبية والبيطرية (بالإنجليزية: College of Public Health, Medical and Veterinary Sciences)‏ هي مدرسة للطب البيطري بجامعة جيمس كوك الأسترالية.